# 76-мм протитанкова гармата QF 17-pounder
76-мм протитанкова гармата QF 17-pounder (англ. Ordnance QF 17-pounder) — британська протитанкова гармата, розроблена у другій половині Другої світової війни на потребу протитанковим підрозділам британської армії. Згодом стала основним озброєнням лінійки британської бронетехніки, а також ліцензійної версії американського танка «Шерман» — «Шерман Фаєрфлай». Завдяки відмінним характеристикам QF 17-pounder стала дуже популярною у військах союзників, була єдиною польовою протитанковою гарматою, яка при стрільбі підкаліберним снарядом з відокремлюваним піддоном APDS пробивала броню майже будь-якого німецького танка на полі бою. Широко застосовувалась арміями багатьох країн у часи Другої світової, Корейської війн та інших збройних конфліктів. У післявоєнний час QF 17-pounder замінювалася, як протитанкова зброя, на 120-мм безвідкотну гармату BAT, а як танкова — на 84-мм гармату QF 20 pounder.

## ТТХ

### Боєприпаси
| Номенклатура боєприпасів        |                     |                  |              |            |                                                          |                        |                 |                       |                        |                       |
| Тип снаряда                     | Довжина снаряда, мм | Вага снаряда, кг | Марка заряду | Вага ВР, г | Принцип дії уражаючого елемента                          | ВР уражаючого елемента | Розривний заряд | Тип метального заряду | Вага метального заряду | Дулова швидкість, м/с |
| APCBC                           | 875,7               | 17               | 1 та 3       | 7,7        | —                                                        | —                      | —               | нітроцелюлоза NH035   | 3,7                    | 900                   |
| APDS                            | 760,1               | 11,2             | 1B та 2      | 3,5        | —                                                        | —                      | —               | нітроцелюлоза NH033   | 3,1                    | 1200                  |
| HE/Red                          | 804                 | 11,9             | 2            | 6,1        | прямої ударної дії (Percussion direct action (DA)        | TNT                    | 0,48            | Кордит WM017          | 0,74                   | 550                   |
| HE/HC зменшений                 | 877                 | 12,8             | 1            | 6,6        | надшвидкий або з повільнювачем (Super quick (SQ) /delay) | TNT                    | 0,58            | Кордит WM017          | 0,744                  |                       |
| HE/Super/HC зменшений           | 868                 | 12,8             | 1            | 6,6        | пробивання                                               | TNT                    | 0,58            | Кордит WM017          | 0,744                  |                       |
| Димовий                         |                     |                  |              | 8,4        | часовий                                                  | —                      | —               | Кордит WMT            | 0,1949                 | 230                   |
| Димовий кольоровий (сигнальний) |                     |                  |              | 7,9        | часовий                                                  | —                      | —               | Кордит WMT            | 0,1949                 | 230                   |

### Бронебійність
| Тип гармати | Тип боєприпасу | Дулова швидкість (м/с) | Пробиття (мм) | Пробиття (мм) | Пробиття (мм) | Пробиття (мм) | Пробиття (мм) | Пробиття (мм) | Пробиття (мм) | Пробиття (мм) | Пробиття (мм) | Пробиття (мм) | Пробиття (мм) |
| Тип гармати | Тип боєприпасу | Дулова швидкість (м/с) | 100 м         | 250 м         | 500 м         | 750 м         | 1000 м        | 1250 м        | 1500 м        | 1750 м        | 2000 м        | 2500 м        | 3000 м        |
| ----------- | -------------- | ---------------------- | ------------- | ------------- | ------------- | ------------- | ------------- | ------------- | ------------- | ------------- | ------------- | ------------- | ------------- |
| QF 77 mm    | APCBC          | 785 м/с                | 147           | 143           | 137           | 131           | 126           | 121           | 116           | 111           | 106           | 98            | 90            |
| QF 77 mm    | APCBC FH       | 785 м/с                | 157           | 153           | 147           | 141           | 135           | 130           | 124           | 119           | 114           | 105           | 96            |
| QF 17 pdr   | AP             | 884 м/с                | 200           | 190           | 175           | 160           | 147           | 135           | 124           | 114           | 105           | 88            | 74            |
| QF 17 pdr   | AP FH          | 884 м/с                | 164           | 156           | 144           | 132           | 121           | 112           | 103           | 94            | 87            | 73            | 62            |
| QF 17 pdr   | APCBC          | 884 м/с                | 174           | 170           | 163           | 156           | 150           | 143           | 137           | 132           | 126           | 116           | 107           |
| QF 17 pdr   | APCBC FH       | 884 м/с                | 187           | 182           | 175           | 167           | 161           | 154           | 148           | 141           | 136           | 125           | 115           |
| QF 17 pdr   | APDS           | 1204 м/с               | 275           | 268           | 256           | 244           | 233           | 223           | 213           | 204           | 194           | 178           | 162           |

## Зброя схожа за ТТХ та часом застосування
- 57-мм протитанкова гармата QF 6-pounder
- 75-мм танкова гармата KwK 37
- 75-мм протитанкова гармата Pak 40
- 75-мм протитанкова гармата Pak 41
- 76-мм дивізійна гармата зразка 1942 року (ЗІС-3)
- 76-мм танкова гармата зразка 1940 року (Ф-34)
- 76-мм протитанкова гармата Reșița Model 1943
- 76-мм протитанкова гармата M5